# Peter Steiner (Werbeschauspieler)
Peter „Cool Man“ Steiner (* 22. Januar 1917 in Pany; † 12. November 2007 in Walenstadt) war ein Schweizer Werbeschauspieler und Musiker.
Er wurde in den 1990er Jahren in fortgeschrittenem Alter und mit seinem Bart als Markenzeichen als „Cool Man“ bekannt. Seine ersten Singles It’s Cool Man und Geierwally, die 1995 veröffentlicht wurden, verkauften sich über eine Million Mal und brachten Steiner in der Schweizer Hitparade eine Goldene Schallplatte ein.

## Leben
Steiner warb ab 1993 in Fernsehwerbungen als Schweizer „Alpöhi“ für Milka-Schokolade mit Minz-Füllung. Die von Steiner verkörperte Werbefigur begann mit „Ah – ein Stadtmensch! Sie glauben wohl auch, dass wir hier oben etwas altmodisch sind. Aber das stimmt nicht.“ und endete mit dem Satz „Aber Vorsicht: It’s cool, man!“ Als dieser Werbespot Kultstatus erreichte, wurde 1994 aus dem von Steiner gesprochenen Werbetext ein Dance-Remix erstellt: Das deutsche Produzententeam XXL produzierte mit Steiner die Eurodance-Single It’s Cool Man, die Anfang 1995 in Deutschland, Österreich und der Schweiz in die Top 10 der Charts stieg. Die zweite Single mit XXL, Geierwally, erschien vier Monate später und wurde ein Hit in der Schweiz. Steiner gab damals Autogrammstunden. Zeitschriften wie die Schweizer Illustrierte widmeten ihm Beiträge. Im Jahr 2002 war Steiner erneut in einem Milka-Werbespot zu sehen, diesmal für Schokolade namens "Schokus-Pokus", deren Füllung sich während des Verzehrs von Erdbeergeschmack zu Pfefferminzgeschmack änderte.
Steiner war verheiratet und hatte zehn Kinder. Seine Frau Katharina war zugleich seine Managerin. Früher wohnte er in San Bernardino, bis zu seinem Tod lebte er in Walenstadt. Sein Hobby war das Besuchen von Viehausstellungen. Steiner hatte seinen letzten öffentlichen Auftritt am 4. November 2007, als er in der Sendung Die grössten Schweizer Hits des Schweizer Fernsehens zu Gast war. Acht Tage später, am Abend des 12. November, starb er im Spital in Walenstadt an den Folgen eines Schwächeanfalls und eines Sturzes.

## Weiteres
Im Jahr 2022 warb die deutsche Niederlassung eines Poolbauunternehmens mit einer Coverversion von It’s Cool Man unter dem Titel It’s Pool Man!. Das Video erschien in einer TV-Version und in einer Langversion.

## Diskografie

### Studioalben
- 2001: Ah - ein Stadtmensch

### Singles
- 1995: It’s Cool Man (XXL feat. Peter „Cool Man“ Steiner)
- 1995: Geierwally (XXL meets Peter „Cool Man“ Steiner)
- 1999: Sie will nur mich
- 2000: Oh You Fröhliche (Merry Christmas)
- 2001: Von den Bergen tönt es so (Ho Ho Hüa Ho)
- 2001: Nur ein Kuss
- 2001: Bailo Contigo (Girls to Girls feat. Peter „Cool Man“ Steiner)